# Auerbachia
Auerbachia là một chi thích ty bào thuộc họ Auerbachiidae. Các loài thuộc chi này có ở Úc.
Danh sách loài:
- Auerbachia anomala Meglitsch, 1968
- Auerbachia caranxi Heiniger, Gunter & Adlard, 2011
- Auerbachia chaetodoni Heiniger, Gunter & Adlard, 2011
- Auerbachia chakravartyi Narasimhamurti, Kalavati, Anuradha & Padma Dorothy, 1990
- Auerbachia chorinemusi Padma Dorothy, Kalavati & Vaidchi, 1998
- Auerbachia hepatica Sarkar, 2006
- Auerbachia monstrosa Meglitsch, 1968
- Auerbachia pulchra Lom, Noble & Laird, 1975
- Auerbachia scomberoidi Heiniger, Gunter & Adlard, 2011